# Woodlands Wellington
Der Woodlands Wellington Football Club war ein professioneller Fußballverein aus Singapur. Der Verein spielte in der höchsten Liga von Singapur, der S.League. Der Verein war Gründungsmitglied der S.League.

## Vereinserfolge
- Singapur Cup

Finalist 2005, 2008
- Singapore League Cup: 2007

## Stadion

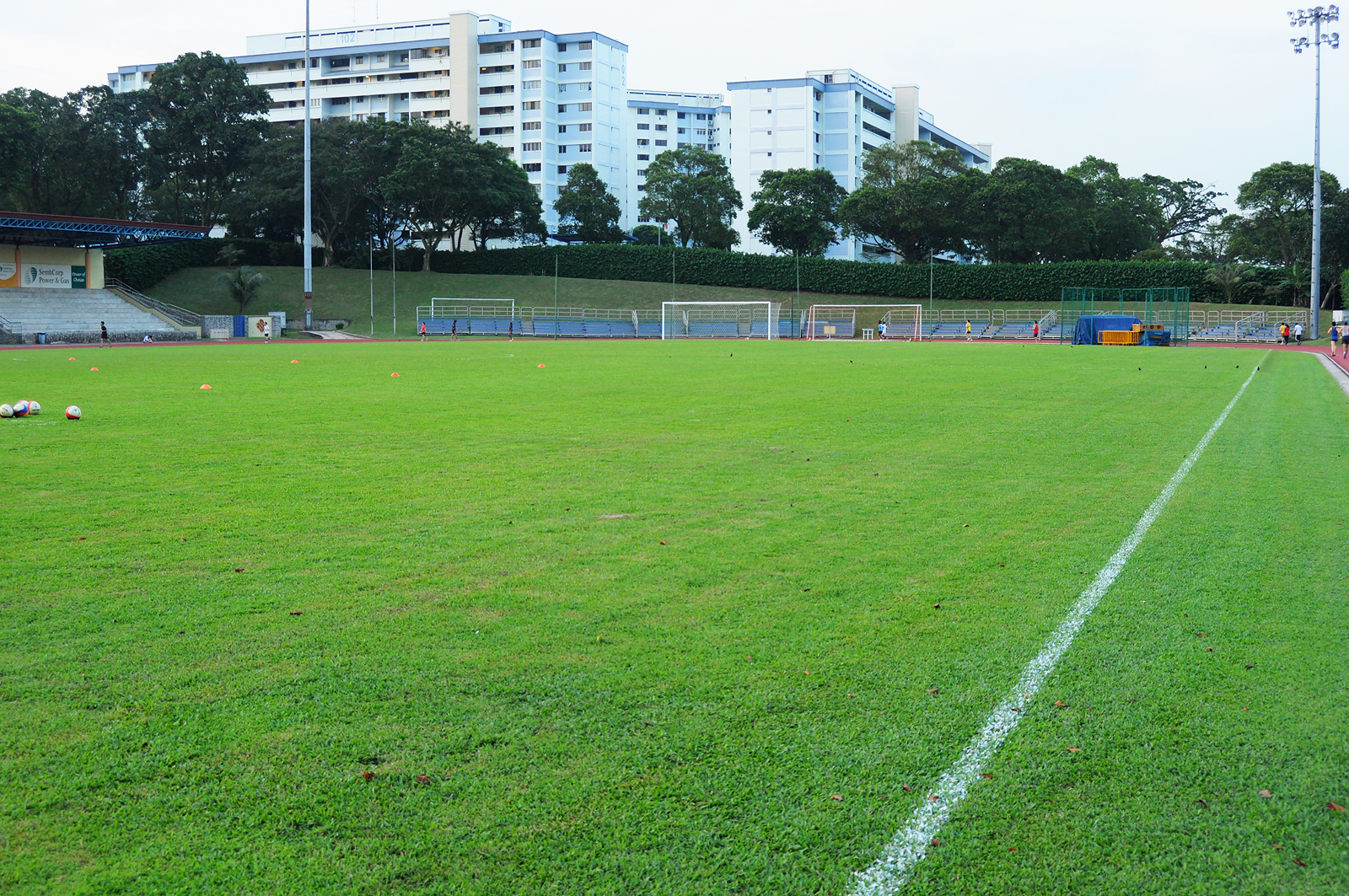
Woodlands Stadium

Der Verein trug seine Heimspiele im Woodlands Stadium. Das Stadion hat ein Fassungsvermögen von 4300 Personen.
Koordinaten: 1° 26′ 4,5″ N, 103° 46′ 50″ O

## Trainerchronik
Stand: 2015
| Trainer            | Nation      | von             | bis               |
| ------------------ | ----------- | --------------- | ----------------- |
| Steve Wicks        | England     | 1996            |                   |
| Dean Wheatley      | England     | 1997            | 1998              |
| V. Sivalingam      | Singapur    | 1999            |                   |
| Ivan Raznevich     | Kroatien    | 2000            | 2001              |
| M. Karathu         | Malaysia    | 2002            | 2003              |
| Simon Clark        | England     | 2003            | 2004              |
| Maff Brown         | England     | 2005            |                   |
| Karim Bencherifa   | Marokko     | 1. Januar 2005  | 30. Juni 2006     |
| Jörg Steinebrunner | Deutschland | 1. Juli 2006    | 31. Dezember 2008 |
| Nenad Bacina       | Kroatien    | 1. Januar 2009  | 31. Dezember 2009 |
| Shasi Kumar        | Singapur    | 1. Januar 2010  | 31. Dezember 2010 |
| R. Balasubramaniam | Singapur    | 1. Januar 2011  | 12. Januar 2012   |
| Salim Moin         | Singapur    | 13. Januar 2012 | 28. November 2013 |
| Darren Stewart     | Australien  | 1. Januar 2014  | 16. Juni 2014     |
| Salim Moin         | Singapur    | 14. Juni 2014   | 31. Dezember 2014 |

## Erläuterungen / Einzelnachweise
1. ↑  rsssf.org: Liste der Pokalsieger Singapurs
2. ↑  Trainerchronik Woodlands Wellington. In: transfermarkt.de (deutsch). Abgerufen am 14. Juni 2021.